# Иван IV Грозни
Иван IV Васиљевич (рус. Иван IV Васильевич; Коломенско, 25. август 1530 — Москва, 28. март 1584), познатији као Иван Грозни (рус. Иван Грозный), био је цар Русије, који је владао од 1533. до 1584. Године 1547. прогласио се за цара свих Руса. Познат по значајним реформама у Русији, али и окрутности према бољарима коју је примењивао у настојању да централизује власт и због убиства сина, због чега је добио назив Грозни (рус. Грозный). У почетку владавине преузео је мере које су допринеле развоју државе: Москва је постала државно и црквено средиште, реформисао је војску, долази до развоја штампарије и отварања Русије ка Европи. У почетку је владао са бољарима, а касније је преузео драконске мере против њих. Поделио је Русију на два дела: Опричнину – територију под царевом управом и Земшћину – под управом бољара. Опричници су кренули у рат против бољара – отимали су земљу и убијали. Њихови симболи су били метла и псећа глава.
Иван Грозни је једна од најконтроверзнијих, као и најпознатијих фигура руске историје. Са једне стране је био прогресиван владар и експанзиониста, који је радио за добробит своје земље, док је паралелно са тим био бескрупулозни тиранин неуравнотежене нарави, склон импулсивним реакцијама, које су коштале његову земљу десетине хиљада живота.
Основао је прву штампарију у Русији 1553. године, а ради јачања трговине са западном Европом 1584. подигао град Архангељск. Направио је значајну пореску реформу, централизовао државну управу и увео обавезу према власницима земљишта да служе војни рок. Формирао је први руски парламент 1549. године, и модернизовао законик 1550. Формирао је прву стајаћу војску са ватреним оружјем у Европи, "Стрелце". Потукао је Татаре и освојио Казањ 1552. и Астрахан 1556, а потом припојио Сибир. Тиме је знатно допринео проширењу Русије. Завршио је владавину убивши најстаријег сина Ивана у наступу беса, горко се кајући после тога. Наследио га је син Фјодор, а имао је и трећег сина Димитрија.
Иван Грозни је умро од последица тровања 1584. године, у својој 54. години. У тренутку смрти играо је шах.

## Детињство
Иван IV је био прворођени син тада већ старог великог кнеза Москве Василија III. У тренутку очеве смрти 1533. године Иван IV имао је само 3 године и титулу великог кнеза. По очевој самртној жељи, током малолетства детета, регент је постала дететова мајка Јелена Глинска. Следећих пет година она је успешно владала државом спречавајући покушаје државног удара, склапајући мир с Литвом и спроводећи финансијску реформу. Без обзира на те успехе она је умрла 1538. године као веома омражена особа због свог литванског порекла које никада није одговарало руским националистима. Верује се да је отрована. Иван је имао само осам година када је она убијена. Колико год је тих првих пет година регенства за Ивана IV било мирно доба толико је оно потом постало ноћна мора. Цело раздобље до пунолетства великог кнеза доба је борбе за регентску позицију између бољара династије Шујски и Белски. У тој борби они су готово потпуно заборавили на маленог кнеза који живи запуштеним и по његовом мишљењу понижавајућим животом.

## Крунисање
Крајем 1546. године у водећим државним и црквеним круговима се дошло до закључка како је време за укидање регенства. Како би се тај тренутак достојно прославио донета је одлука да се Иван IV прогласи за цара Русије. Иван је крунисан 16. јануара 1547. године круном Мономаха коју је по легенди византски цар Константин IX Мономах даровао своме унуку великом кнезу Кијева Владимиру Мономаху. Заједно са тим крунисањем, Иван IV је требало да изабере између хиљаду кћери из племићких породица своју будућу супругу. Његов избор је пао на Анастасију, кћи Романа, праоца династије Романов. Ово венчање је закључено 1547. године.

## Златно доба
Поставши пунолетан Иван IV је одлучио да настави спровођење мајчиних државних реформи од којих је најважнија стварање првог руског парламента који се по први пут окупља 1549. године. Иако је тада имао само ограничену власт, он је у тренутку изумирања династије својим гласањем одредио новог цара. Такође, после мање од две године, нови цар је сазвао Свети синод Руске православне цркве због одређивања религијских смерница на подручју целе државе. Жеља за модернизацијом се на тим парламентарним окупљањима није завршила, него је био донесен нови законски кодекс. Формирана је стајаћа војска и долази до изградње првих штампарија. Покушаји отварања Русије свету су, с друге стране, наилазили на проблеме.
Покушај запошљавања страних стручњака завршио е неуспехом 1547. године пошто је Пољско-Литванска Држава наредила њихово хапшење. Други такође неуспех је изградња прве руске прекоморске луке на реци Нарви 1550. године. Трговци у њу нису долазили, због претњи Пољско-Литванске државе и Шведске. Да би се та препрека заобишла, цар је створио нову прекоокеанску луку у граду Архангелск такође без успеха. Ни трговачки споразум склопљен с Енглеском 1553. године ту ситуацију није променио.
Без обзира на све те реформе, да би био прихваћен као велики владар, Иван IV је кренуо путем освајања. Његов велики војни успех је тада постао анексија Казањског и Астраханског каната 1552. и 1556. године. Омамљеност тим успесима Ивана је увалило у објаву рата против Литваније 1558. године како би Русија добила излаз на Балтичко море.
Током владавине Ивана Грозног култови Светог Саве, Светог Симеона и Светог кнеза Лазара били су присутни и ширили су се у Русији.

## Диктатура
Одлучујући тренутак ове првобитно успешне владавине на крају постаје 1564. године када је Ивана издао његов генерал, који је прешао на страну Пољске и Литваније чије су трупе водиле следећу годину против Москве. На вест о томе цар се напокон сломио пошто је већ од пре његов породични живот био потпуна катастрофа од које је он једва задржавао своју психичку стабилност.
Иван IV је сматрао још од детињства да су му мајку отровали бољари што се на крају показало истинитим. Његовог сина и престолонаследника Димитрија Старијег убила је у другој години живота дадиља у наводном несретном случају. Његова обожавана супруга Анастасија је умрла 1560. године. Иван је за ту смрт оптужио бољаре и неколико их погубио. Модерна историографија је у 20. веку током испитивања тела цареве жене закључила да је она стварно била отрована. Иванов глувонеми брат Јурај је такође умро 1560. године у 27. години живота што је код њега изазвало додатне сумње. Још пре та два последња трагична догађаја 1553. године цар је скоро умро од болести. На самртној постељи он тада тражи од бољара да положе заклетву верности његовом сину што они одбијају очекујући његов смрт. У очима касније опорављеног Ивана они су тада сви били криви за велеиздају.
Због таквог развоја догађаја Иван IV је 1565. године напустио Москву и објавио своју жељу да абдицира, ако му парламент не да потпуне диктаторске власти. Сви цареви захтеви на крају су били прихваћени.

## Опричници
Том капитулацијом Иван IV Грозни је добио делове најбоље руске земље у своје руке како би с новцем са тих поседа могао да финансира властите војне снаге које ни о коме другом не би зависиле. Те трупе под именом „опричници“ су имале задатак да уништавају сваки потенцијални отпор царевој владавини. Њихово највеће забележено крвопролиће било је масовно убиство свих становника Новгорода по Ивановом наређењу. Процењује се да је убијено око 60.000 људи, али званична документа наводе да је убијено свега 1.500 племића и толико обичног народа.
Иако има бројчано мање жртава, за Русију је много важнија ликвидација целе породице Владимира од Старитсе 1569. године, пошто је та династија требало да наследи Иванову у тренутку њеног нестанка. Уз тога принца у 7. години дугом крвопролићу пада такође и велики број бољара с којима је цар имао пуно нерашчишћених рачуна због смрти унутар своје породице. Та окрутна убиства бољара су на крају ипак ретко када била толико потпуна да би завршила елиминацијом бољарске фамилије. Конкретни пример тога је династија Шујски чије главне представнике Андреја и Александра Иван погубљује 1543. и 1565. године. Без обзира на то последњи Рјурикович ће бити унук погубљеног Андреја Шујског цар Василиј Шујски.
Војска кримских Татара 1571. године побеђује војску опричника и пали Москву. С тим догађајем Иван Грозни закључује како је покушај с „опричницима“ пропао. Његов циљ у доба оснивања је био повећање државних порезних прихода и стварање војске независне од бољара. Војска је у рату с Татарима била неуспешна, а с друге стране порезна примања су ради пљачке припадника ове „специјалне војске“ пропала. Немајући другог избора 1573. године Иван Грозни укида опричнике и забрањује спомињање њихових имена. Можда због гриже савести овога без обзира на крвопролића веома верски настројеног човека он абдицира 1574. године препуштајући добровољно власт Симеону Бекбулатовичу.

## Последње године и смрт
Шараду с абдикацијом Иван Грозни је завршио 1576. године када му је Симеон Бекбулатович вратио власт коју је наводно имао. Рат с Литванијом 1558. године је напокон завршио мировним споразумом 1583. године којим Москва није добила ништа. Једина територијална експанзија Руске државе овога раздобља је освајање Сибира што Иван финансијски подржава.
Последња трагедија овога цара било је убиство властитог сина и престолонаследника Ивана. Ходајући по двору 1581. године Иван Грозни је приметио синовљеву жену која се по његовом мишљењу шетала неприлично обучена. Како би доказао шта мисли о њеној моди, Иван Грозни ју је ударио што готово аутоматски доводи до побачаја. Чувши за тај догађај принц Иван који је једини могао да слободно разговара с оцем, посвађао се с њим, а цар га је у нападу беса ударио штапом у главу. Неколико дана потом принц Иван је умро, а током сахране због туге Иван Грозни удара својом главом о синов леш.
Последње године живота Иван Грозни свима је наочиглед пропадао и изгледао као да има минимално двадесет година вишка. Без обзира на то пропадање он је покушавао по сваку цену да добије још једног сина знајући да судбина његове династије виси о танкој нити. Један од тих покушаја се догодио наводно 1584. када су га Богдан Белски и Борис Годунов спречавали да силује жену (и Годуновљеву сестру) свог неспособног сина Фјодора I. Стварни разлог за овај злочин се може наћи у тестирању на двору и да међу бољарима рашире теорије како је она стерилна. Три дана после Иван IV Грозни је умро од последица тровања док је играо шах с Богданом Белским.
Његови покушаји да добије другог сина на крају су се показали успешним пошто му се 1582. године родио син Димитрије који је касније наводно извршио самоубиство.
Иван је умро од можданог удара док је играо шах са Богданом Белскијем 28. марта 1584. Након његове смрти, престо је остао његовом неспособном сину Фјодору I. Фјодор је умро без деце 1598. године, што је донело смутно време.
Ивана Грозног је разобличавао Василије Јуродиви чији се гроб налазио на месту где је 1554, указом Ивана Грозног, био подигнут храм посвећен Покрову Пресвете Богородице, а у знак сећања на заузеће Казања. У том храму почивају његове мошти.

## Породично стабло
|  |                                   |  |  |  |  |  |  |  |  |  |  |  |  |  |  |  |
|  | 16. Василиј I Дмитријевич         |  |  |  |  |  |  |  |  |  |  |  |  |  |  |  |
|  |                                   |  |  |  |  |  |  |  |  |  |  |  |  |  |  |  |
|  |                                   |  |  |  |  |  |  |  |  |  |  |  |  |  |  |  |
|  | 8. Василиј II Слепи               |  |  |  |  |  |  |  |  |  |  |  |  |  |  |  |
|  |                                   |  |  |  |  |  |  |  |  |  |  |  |  |  |  |  |
|  |                                   |  |  |  |  |  |  |  |  |  |  |  |  |  |  |  |
|  | 17. Софија од Литваније           |  |  |  |  |  |  |  |  |  |  |  |  |  |  |  |
|  |                                   |  |  |  |  |  |  |  |  |  |  |  |  |  |  |  |
|  |                                   |  |  |  |  |  |  |  |  |  |  |  |  |  |  |  |
|  | 4. Иван III Васиљевич             |  |  |  |  |  |  |  |  |  |  |  |  |  |  |  |
|  |                                   |  |  |  |  |  |  |  |  |  |  |  |  |  |  |  |
|  |                                   |  |  |  |  |  |  |  |  |  |  |  |  |  |  |  |
|  | 18. Yaroslav of Borovsk           |  |  |  |  |  |  |  |  |  |  |  |  |  |  |  |
|  |                                   |  |  |  |  |  |  |  |  |  |  |  |  |  |  |  |
|  |                                   |  |  |  |  |  |  |  |  |  |  |  |  |  |  |  |
|  | 9. Maria of Borovsk               |  |  |  |  |  |  |  |  |  |  |  |  |  |  |  |
|  |                                   |  |  |  |  |  |  |  |  |  |  |  |  |  |  |  |
|  |                                   |  |  |  |  |  |  |  |  |  |  |  |  |  |  |  |
|  | 19. Maria Goltiayeva Koshkina     |  |  |  |  |  |  |  |  |  |  |  |  |  |  |  |
|  |                                   |  |  |  |  |  |  |  |  |  |  |  |  |  |  |  |
|  |                                   |  |  |  |  |  |  |  |  |  |  |  |  |  |  |  |
|  | 2. Василиј III Иванович           |  |  |  |  |  |  |  |  |  |  |  |  |  |  |  |
|  |                                   |  |  |  |  |  |  |  |  |  |  |  |  |  |  |  |
|  |                                   |  |  |  |  |  |  |  |  |  |  |  |  |  |  |  |
|  | 20. Манојло II Палеолог           |  |  |  |  |  |  |  |  |  |  |  |  |  |  |  |
|  |                                   |  |  |  |  |  |  |  |  |  |  |  |  |  |  |  |
|  |                                   |  |  |  |  |  |  |  |  |  |  |  |  |  |  |  |
|  | 10. Тома Палеолог                 |  |  |  |  |  |  |  |  |  |  |  |  |  |  |  |
|  |                                   |  |  |  |  |  |  |  |  |  |  |  |  |  |  |  |
|  |                                   |  |  |  |  |  |  |  |  |  |  |  |  |  |  |  |
|  | 21. Хелена Драгаш                 |  |  |  |  |  |  |  |  |  |  |  |  |  |  |  |
|  |                                   |  |  |  |  |  |  |  |  |  |  |  |  |  |  |  |
|  |                                   |  |  |  |  |  |  |  |  |  |  |  |  |  |  |  |
|  | 5. Софија Палеолог                |  |  |  |  |  |  |  |  |  |  |  |  |  |  |  |
|  |                                   |  |  |  |  |  |  |  |  |  |  |  |  |  |  |  |
|  |                                   |  |  |  |  |  |  |  |  |  |  |  |  |  |  |  |
|  | 22. Центурионе II Захарија        |  |  |  |  |  |  |  |  |  |  |  |  |  |  |  |
|  |                                   |  |  |  |  |  |  |  |  |  |  |  |  |  |  |  |
|  |                                   |  |  |  |  |  |  |  |  |  |  |  |  |  |  |  |
|  | 11. Катарија Захарија             |  |  |  |  |  |  |  |  |  |  |  |  |  |  |  |
|  |                                   |  |  |  |  |  |  |  |  |  |  |  |  |  |  |  |
|  |                                   |  |  |  |  |  |  |  |  |  |  |  |  |  |  |  |
|  | 23. Creusa Tocco                  |  |  |  |  |  |  |  |  |  |  |  |  |  |  |  |
|  |                                   |  |  |  |  |  |  |  |  |  |  |  |  |  |  |  |
|  |                                   |  |  |  |  |  |  |  |  |  |  |  |  |  |  |  |
|  | 1. Иван IV Грозни                 |  |  |  |  |  |  |  |  |  |  |  |  |  |  |  |
|  |                                   |  |  |  |  |  |  |  |  |  |  |  |  |  |  |  |
|  |                                   |  |  |  |  |  |  |  |  |  |  |  |  |  |  |  |
|  | 24. Borys Ivanovich Glinsky       |  |  |  |  |  |  |  |  |  |  |  |  |  |  |  |
|  |                                   |  |  |  |  |  |  |  |  |  |  |  |  |  |  |  |
|  |                                   |  |  |  |  |  |  |  |  |  |  |  |  |  |  |  |
|  | 12. Lev Borysevich Glinsky        |  |  |  |  |  |  |  |  |  |  |  |  |  |  |  |
|  |                                   |  |  |  |  |  |  |  |  |  |  |  |  |  |  |  |
|  |                                   |  |  |  |  |  |  |  |  |  |  |  |  |  |  |  |
|  | 25. N. widow of Ivan Korybutovich |  |  |  |  |  |  |  |  |  |  |  |  |  |  |  |
|  |                                   |  |  |  |  |  |  |  |  |  |  |  |  |  |  |  |
|  |                                   |  |  |  |  |  |  |  |  |  |  |  |  |  |  |  |
|  | 6. Vasili Lvovich Glinsky         |  |  |  |  |  |  |  |  |  |  |  |  |  |  |  |
|  |                                   |  |  |  |  |  |  |  |  |  |  |  |  |  |  |  |
|  |                                   |  |  |  |  |  |  |  |  |  |  |  |  |  |  |  |
|  | 3. Јелена Глинска                 |  |  |  |  |  |  |  |  |  |  |  |  |  |  |  |
|  |                                   |  |  |  |  |  |  |  |  |  |  |  |  |  |  |  |
|  |                                   |  |  |  |  |  |  |  |  |  |  |  |  |  |  |  |
|  | 28. Јакша Брежичић                |  |  |  |  |  |  |  |  |  |  |  |  |  |  |  |
|  |                                   |  |  |  |  |  |  |  |  |  |  |  |  |  |  |  |
|  |                                   |  |  |  |  |  |  |  |  |  |  |  |  |  |  |  |
|  | 14. Стефан Јакшић                 |  |  |  |  |  |  |  |  |  |  |  |  |  |  |  |
|  |                                   |  |  |  |  |  |  |  |  |  |  |  |  |  |  |  |
|  |                                   |  |  |  |  |  |  |  |  |  |  |  |  |  |  |  |
|  | 7. Ана Глинска                    |  |  |  |  |  |  |  |  |  |  |  |  |  |  |  |
|  |                                   |  |  |  |  |  |  |  |  |  |  |  |  |  |  |  |
|  |                                   |  |  |  |  |  |  |  |  |  |  |  |  |  |  |  |
|  | 30. Милош Белмужевић              |  |  |  |  |  |  |  |  |  |  |  |  |  |  |  |
|  |                                   |  |  |  |  |  |  |  |  |  |  |  |  |  |  |  |
|  |                                   |  |  |  |  |  |  |  |  |  |  |  |  |  |  |  |
|  | 15. Милица Белмужевић             |  |  |  |  |  |  |  |  |  |  |  |  |  |  |  |
|  |                                   |  |  |  |  |  |  |  |  |  |  |  |  |  |  |  |
|  |                                   |  |  |  |  |  |  |  |  |  |  |  |  |  |  |  |